# Фагалоа (залив)

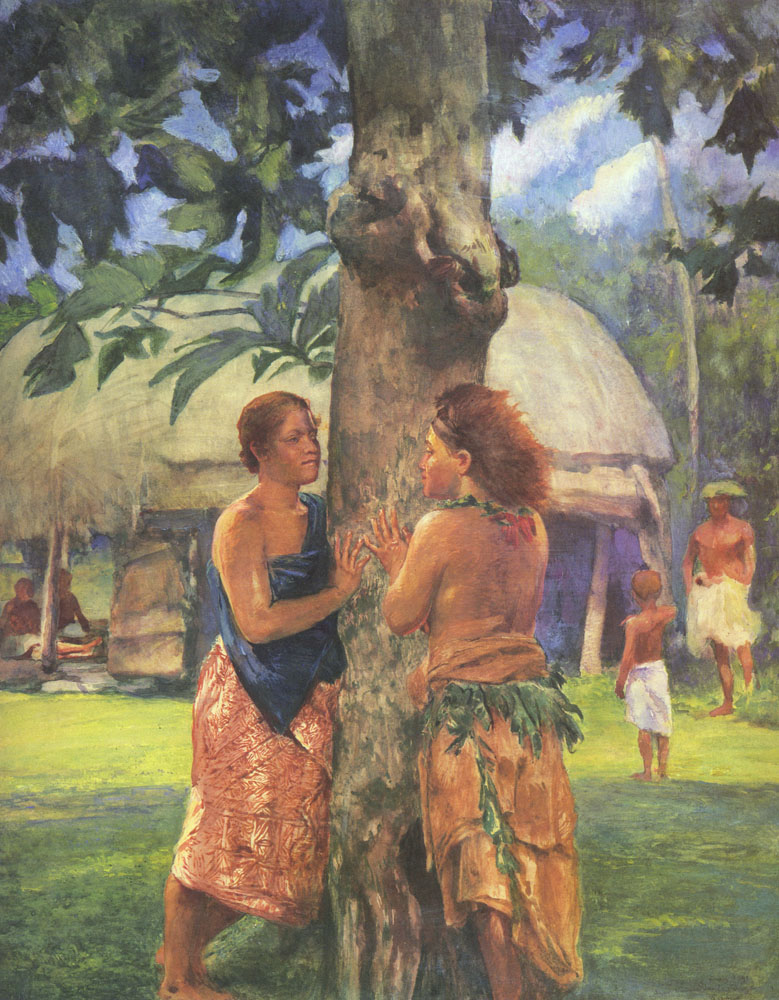
Картина о заливе Фагалоа, написанная Джоном Ла Фаржом в 1881 году.

Фагалоа (англ. Fagaloa Bay) — залив, расположенный в северо-восточной части острова Уполу в Самоа. Область является регионом сохранения культурного наследия. Залив находится в административном округе Ваа-о-Фоноти.
На берегу залива, в устье реки Малата находится село Таэльфага. К востоку, над деревнями Лона и Уафато находится несколько водопадов, расположенных в горных лесах.
На западной стороне расположена гора Фао с отрогами, находящимися в скалах и называемыми Утулоа. Далее на восток, у восточного основания реки Малата лежит залив Уафато, на котором находятся прекрасные[почему?] тропические леса и водопады.
Красоту залива Фагалоа изображают некоторые из самых интересных мифов и легенд в самоанской мифологии, которые считаются бесценными и актуальными для культурной жизни народов Самоа. 

## Природоохранная зона
Природоохранная зона Залив Фагалоа — Уафато включает в себя тропические леса и места гнездования редких птиц. Эта зона включена во всемирный список наследия ЮНЕСКО. 